# Maccagno
Maccagno (lombardul: Maccagn) település Olaszországban, Varese megyében. Lakosainak száma 2003 fő (2013. szeptember 30.). Maccagno Dumenza, Pino sulla Sponda del Lago Maggiore, Veddasca, Agra, Luino, Tronzano Lago Maggiore és Cannobio községekkel határos.

## Népesség
A település népességének változása:
| Lakosok száma | 2004 | 1984 | 2003 |
|               | 2001 | 2011 | 2013 |